# Oceanodroma tristrami
Oceanodroma tristrami е вид птица от семейство Hydrobatidae. Видът е почти застрашен от изчезване.

## Разпространение
Видът е разпространен в САЩ.